# Pietro Bixio
Pietro Bixio (* 11. August 1875 in Genua; † 26. Juli 1905 in Busalla) war ein italienischer Bahnradsportler.
Dreimal – 1895, 1903 und 1904 – wurde Pietro Bixio italienischer Meister im Sprint der Profis. 1900 startete er bei den Olympischen Spielen in Paris beim Rennen Grand Prix de l’Exposition, der für Profis und mit 15.000 Französischen Francs ausgeschrieben und somit das dato höchstdotierte  Radrennen der Welt war. Bixio schied im Halbfinale aus. Im Mannschaftswettbewerb Grande Course de Nations über 1500 Meter (in Form eines Punktefahrens) belegte er gemeinsam mit Gian Ferdinando Tomaselli und Giuseppe Singrossi Rang drei, der mit 3000 Francs dotiert war.
Bei den UCI-Bahn-Weltmeisterschaften 1902 in Rom belegte Bixio den dritten Platz im Sprint der Profis und war damit der erste Italiener, der eine Einzel-Medaille bei Radsport-Weltmeisterschaften errang. 1903 belegte er beim Grand Prix de Paris ebenfalls den dritten Platz. Den Großen Preis von Italien im Sprint gewann er 1895, dies war zugleich die erste Austragung des Rennens. Den Gran Premio della U.V.I. des italienischen Radsportverbandes gewann er 1899, den Grand Prix d’Anvers 1903.
Bixio starb im Alter von 29 Jahren an einer unheilbaren Krankheit.